# 香川県立善通寺西高等学校
香川県立善通寺西高等学校（かがわけんりつぜんつうじにしこうとうがっこう）は、香川県善通寺市文京町四丁目にあった香川県立の高等学校である。2009年3月31日に閉校となった。閉校時には普通科（定時制）、工業科デザイン科（全日制）、家庭科生活文化科（全日制）が設置されていた。通称は、善西。

## 善通寺第一高校との統合
香川県立善通寺西高等学校と「香川県立善通寺第一高等学校」が2007年4月に統合し、「香川県立善通寺第一高等学校」として全日制普通科、工業科デザイン科の学校となった。善通寺西高校は2007年度より新規受入れをデザイン科のみ善通寺第一高校にて行う形になっていた。
2007年度と2008年度は、善通寺第一高校にデザイン科の専門施設がないため、デザイン科の専門的分野の授業は600m離れた善通寺西高校の施設にて行っていた。
2009年4月からは香川県立善通寺西高等学校の校舎は香川県立善通寺第一高等学校西キャンパス、香川県立善通寺西高等学校グラウンドは香川県立善通寺第一高等学校西グラウンドとなった。校舎はデザイン科生徒が数日/週使用している。また体育館、テニスコート、グラウンドは香川県立善通寺第一高等学校の各運動部で使用している。
また、本校の卒業生に対する卒業証明書等の発行事務は、香川県立善通寺第一高等学校が継承している。

## 沿革
- 1948年(昭和23年)6月　「善通寺町立善通寺高等学校」として設置認可。
- 1948年(昭和23年)6月　「香川県立善通寺高等学校」と改称。（県立への移管に伴う）
- 1949年(昭和24年)4月　「香川県立善通寺第二高等学校」と改称。（県立高等学校の再編に伴う）
- 1979年(昭和54年)1月　「香川県立善通寺西高等学校」と改称。
- 2006年(平成18年)4月　定時制普通科募集停止。
- 2007年(平成19年)  4月　全日制全学科募集停止。
- 2007年(平成19年)  4月1日　「香川県立善通寺第一高等学校」と「香川県立善通寺西高等学校」が統合し、新しく「香川県立善通寺第一高等学校全日制普通科と工業科デザイン科」が成立。
- 2009年(平成21年) 3月2日　残っていた全日制家政科生活文化科、工業科デザイン科と定時制普通科の卒業式と閉校式を挙行。最後の卒業生は生活文化科48人、工業科デザイン科28人、定時制普通科6人の計82人。
- 2009年(平成21年) 3月31日　閉校（この日何人かの卒業生が駆けつけた）

## 出身者
- 中村博文（イラストレーター）
- SHIRONAGASU WORKS（グラフィックデザイナー）